# Laura Gil
Laura Gil, född 24 april 1992 i Murcia, är en spansk basketspelare. Gil blev olympisk silvermedaljör i basket vid sommarspelen 2016 i Rio de Janeiro.